# DailyDeal
DailyDeal war ein deutsches Unternehmen, das diverse Websites mit Gutschein-Angeboten betrieb. Nach eigenen Angaben war das Unternehmen in drei Ländern aktiv und zählte mehr als zwölf Millionen Besucher pro Monat. Neben Groupon war Dailydeal mit einem anvisierten Jahresumsatz von 30 bis 40 Millionen Euro Marktführer in Deutschland. 2014 hatte das Unternehmen 60 Mitarbeiter und erreichte die Gewinnschwelle.
Das Unternehmen bot jeden Tag einen bestimmten Rabatt an, wenn sich genügend Interessenten zusammenfinden. Das Unternehmen erhält in diesem Fall eine Provision. Die Angebote galten jeweils für eine Stadt oder Region. Zu Beginn im Dezember 2009 war Berlin der erste Markt. Insgesamt war Dailydeal in mehr als 50 Städten und Regionen in Deutschland aktiv (Stand: August 2011) und konkurrierte mit dem Portal Groupon um die Marktführerschaft. In Österreich und der Schweiz wurden Gutscheine für weitere 40 Städte und Regionen angeboten (Stand: März 2011).
Das Unternehmen hatte sein Produktportfolio 2011 um sogenannte Verticals erweitert. Am 17. Februar startete das Couponing-Portal „Travel Deals“. Unternehmen der Touristik-Industrie werben hier für sich. Am 19. April startete Dailydeal das Vertical „Service Deals“ und bot Handwerksunternehmen und Dienstleistern die Möglichkeit, Neukunden mit vergünstigten Angeboten zu gewinnen. Das Angebot richtete sich zunächst an Berliner Unternehmen. Am 28. Juli begann das Unternehmen das Vertical „Product Deals“ und präsentierte hier Angebote von Herstellern und Händlern von Produkten. Am 17. August folgte mit „EntertainmentDeals“ ein Vertical mit Angeboten aus den Bereichen Games, Film und Musik. Schließlich stellte Dailydeal am 24. August „B-Deals“ vor. Mit diesem Angebot wollte Dailydeal kleinen und mittelständischen Unternehmen Großkundenrabatte beim Kauf von Bürobedarf ermöglichen.

## Geschichte
Fabian und Ferry Heilemann starteten die Website im Dezember 2009. Sie führen das Unternehmen als Chief Executive Officer beziehungsweise Chief Sales Officer bis heute.
In Deutschland ging das Unternehmen im Dezember 2009 nach eigenen Angaben als erstes Couponing-Portal online. Business Angels waren Michael Brehm, einer der Gründer von studiVZ, sowie Stefan Glänzer, der das Internetauktionshaus Ricardo und das Internetradio last.fm gründete.
Im Februar 2010 betrat das Unternehmen den österreichischen Markt und galt neben Groupon als Marktführer, das mit 25. Januar 2016 seine Geschäftstätigkeit eingestellt hat. Geschäftsführer für Österreich und die Schweiz war bis Oktober 2011 Markus Pichler, der die dortigen Tochtergesellschaften mitgründete.
Es folgten zwei weitere Finanzierungsrunden: Der schweizerische Risikokapitalgeber AdInvest investierte im April 2010 mehrere Millionen Euro in Dailydeal. Im Juli floss erneut Geld in das Startup. Diesmal investierte der amerikanische Risikokapitalgeber Insight Venture Partners, um Dailydeal die Expansion in „angrenzende europäische Märkte“ zu ermöglichen. Im Zuge dessen betrat Dailydeal am 15. Oktober 2010 auch den schweizerischen Markt.
Am 19. September 2011 wurde bekannt, dass das Unternehmen vom US-amerikanischen Internetunternehmen Google für 114 Millionen US-Dollar übernommen wurde. Am 22. Februar 2013 vermeldeten die Gründer den Rückkauf von Dailydeal, nachdem vermutet wurde, dass Google das Unternehmen vollständig abwickeln könnte. Gut zweieinhalb Jahre später veräußerten die Heilemann-Brüder Dailydeal im November 2015 schließlich vollständig an die Berliner MenschDanke GmbH.
Im November 2019 hat DailyDeal in Deutschland und in Österreich Insolvenz angemeldet.

## Rechtliche Aspekte
Mit den zivilrechtliche Rechtsfragen bei Gutscheinkäufen auf Online-Gutscheinplattformen befasst sich ausführlich der Aufsatz Dienst/Scheibenpflug, JurPC Web-Dok. 147/2012, Abs. 1 - 103.
Der Beitrag untersucht die Rechtsnatur des Online-Gutscheins, den Inhalt und die Vertragsparteien des Gutscheingeschäfts. Daneben gibt er einen Überblick über rechtliche Einzelaspekte des Couponing mit Fokus auf verbraucherrechtliche Fragestellungen. Im Fokus stehen dabei insbesondere der Entfall von Restbeträgen bei nur teilweiser Einlösung und die Beschränkung des Gültigkeitszeitraums eines Gutscheins.
Zu Gültigkeitsfristen von Online-Rabatt-Coupons haben bisher das AG Köln und das LG Berlin Stellung bezogen. Die Wirksamkeit der Befristung von über
Gutscheinplattformen erworbenen Gutscheinen analysiert der Beitrag Dienst/Scheibenpflug, Verbraucher und Recht 2013, 83. Die Autoren gehen davon aus, dass bei stark rabattierten Leistungsgutscheinen im Einzelfall sogar die Festlegung eines Gültigkeitszeitraums von weniger als drei Monaten angemessen sein kann.

## Kritik
Die offerierten Rabatte waren stark umstritten und wurden von Verbraucherzentralen stellenweise als Lockangebote bewertet. Die Wirtschaftswoche sprach Ende März 2011 gar eine allgemeine „Warnung vor Rabatt-Webseiten“ aus.